# Euxénite-(Y)
L'euxénite-(Y) ou simplement euxénite est un minéral de la famille des oxydes, de couleur noir brunâtre avec un éclat métallique. 

## Chimie
Il contient du calcium, du niobium, du tantale, du cérium, du titane, de l'yttrium, et fréquemment de l'uranium et du thorium, ainsi que d'autres métaux. Sa formule chimique est (Y,Ca,Ce, U, Th)(Nb,Ta,Ti)2O6. Il est souvent partiellement amorphe à cause du dommage d'irradiation.
L'euxénite forme une série continue avec le polycrase-(Y) riche en titane de formule (Y,Ca,Ce,U,Th)(Ti,Nb,Ta)2O6.

## Découverte et origine du nom
Il a été décrit pour la première fois en 1870 et nommé d'après le terme grec (εὔξενος), hospitalier ou amical avec les étrangers, en allusion aux nombreux éléments de terres rares qu'il contient,.

## Occurrence
On le trouve dans les granites à pegmatites et dans les sables noirs détritiques. 
Il s'en trouve dans de nombreux endroits à travers le monde, en particulier dans son topotype à Jølster, Sunnfjord, Norvège. Les autres lieux comprennent les Monts Oural en Russie ; la Suède ; le Minas Gerais au Brésil ; Ampangabe à Madagascar ; en Ontario au Canada ; en Arizona, au Wyoming et dans le Colorado aux États-Unis.

## Utilisation
L'euxénite est utilisé comme minerai pour les terres rares qu'il contient. De rares cristaux de grande taille ont également été utilisés en joaillerie.